# 디코마노
디코마노(이탈리아어: Dicomano)는 이탈리아 토스카나주 피렌체현에 있는 코무네다. 피렌체에서 북동쪽으로 약 25km 정도 떨어진 곳에 위치한다.